# STS-94
STS-83 e осемдесет и петата мисия на НАСА по програмата Спейс шатъл и двадесети и трети полет на совалката Колумбия.

## Екипаж
| Пост                                               | Астронавт                                 |
| -------------------------------------------------- | ----------------------------------------- |
| Командир                                           | Джеймс Халсъл четвърти космически полет   |
| Пилот                                              | Сюзан Стил-Килрейн втори космически полет |
| Специалист на мисията 1 Командир на полезния товар | Джанис Вос четвърти космически полет      |
| Специалист на мисията 2                            | Доналд Томас четвърти космически полет    |
| Специалист на мисията 3                            | Майкъл Гернхарт трети космически полет    |
| Специалист по полезния товар 1                     | Роджър Крауч втори космически полет       |
| Специалист по полезния товар 2                     | Грегъри Линтерис втори космически полет   |

- Броят на полетите е преди и включително тази мисия.
- Екипажът е същият като този за мисия STS-83.

## Полетът
Поради авария в совалката нито една от основните цели на мисия STS-83 не е изпълнена, НАСА решава мисията да се повтори отново като мисия STS-94, която стартира на 1 юли 1997 г. Това повторение е уникално в историята на космонавтиката. То става с абсолютно същия екипаж, оборудване и с един и същ знак на експедицията (сменен е само цветът на фона, където са имената на астронавтите от червен на син).
Основният полезен товар на STS-83 е Microgravity Science Laboratory (MSL). MSL е набор от микрогравитационни експерименти, намиращи се в европейския модул Спейслаб. Тя е в пряка връзка и научна основа за много международни мисии: лабораторни (IML-1 на мисия STS-42 и IML-2 на STS-65), U. S. Microgravity Laboratory-мисии (USML-1 на STS-50 и USML-2 на STS-73), японската Spacelab-мисия (Spacelab-J на STS-47), "Тhe Spacelab Life and Microgravity Science Mission" (LMS на STS-78) и немските Spacelab-мисии (D-1 на STS-61A и D-2 на STS-55).
Планирани са експерименти за изучаване физичните свойства на преохладени течни смеси и горивни процеси на твърди и течни материали и производство на чисти протеинови кристали. Всичко това се прави при строго контролирани условия (температура и безтегловност). Проведени са и експерименти за бърза кристализация на метали и метални сплави, дифузията в течни метали, метални сплави и полупроводници, смесването на течни метали в твърдо тяло и термофизичните свойства на преохладени течности. Допълнително са изследвани процесите на изгаряне на течности под формата на мъгла (потоци, форма на пламък, температурно разпределение). Изследванията протичат при различно налягане на въздуха, концентрация на кислород и размер на капките (2-5 мм). Данните се използват за повишаване ефективността на горивните процеси в автомобилните двигатели и за намиране на нови начини за гасене на пожари.
След успешен, почти 16-дневен полет, совалката „Колумбия“ се приземява в космическия център „Кенеди“ във Флорида.

## Параметри на мисията
- Маса:
  - Маса на при кацането: 117 802 кг
  - Маса на полезния товар MSL-1 Spacelab Module: 10 169 кг
- Перигей: 294 км
- Апогей: 299 км
- Инклинация: 28,5°
- Орбитален период: 90.5 мин